# Nadsanie (obszar)
Nadsanie (ukr. Надсяння, także Posanie, Посяння) – ukraińskie określenie obejmujące obszary leżące na północ od dolnego nurtu Sanu, pomiędzy rzeką Strwiąż na południu do Bełżca i okolic Tomaszowa Lubelskiego na północy, ziemia granicząca z Chełmszczyzną po stronie polskiej. 
W okresie walk polsko-ukraińskich 1918–1919 był to sporny obszar pomiędzy Polską a Ukraińską Radę Narodową we Lwowie. 4 listopada 1918 Zachodnioukraińska Republika Ludowa zadeklarowała przyszły zasięg terytorialny państwa ukraińskiego obejmujący między innymi Chełmszczyznę, Podlasie, Nadsanie oraz Łemkowszczyznę. Terytorialnie oznaczało to włączenie Przemyśla, Jarosławia, Sanoka, Krosna i terenów w kierunku Krynicy do ZURL. Militarny spór polsko-ukraiński o te ziemie rozgorzał ponownie jeszcze w okresie trwania II wojny światowej i trwał do końca roku 1947. 
W 1945 wschodnią część Nadsania włączono w skład USRR (ziemia jaworowska). Pozostała część należy do Polski.
Zamieszkująca ten obszar ludność ukraińska posługiwała się do roku 1947 dwoma rodzajami gwar ukraińskich: tzw. nadsańską i naddniestrzańską. Byli to w większości grekokatolicy. Ludność ukraińska tego obszaru po przesiedleniach z lat 1944–1947 żyje obecnie w rozproszeniu na terenie Ukrainy, a także na zachodnich i północnych ziemiach dzisiejszej Polski.